# Diocèse de Soissons, Laon et Saint-Quentin
Le diocèse de Soissons est un diocèse de l'Église catholique romaine française couvrant le département de l'Aisne, dans la région Hauts-de-France correspondant à la province ecclésiastique de Reims. Le siège épiscopal est localisé à Soissons.
Il a été érigé dès le IIIe siècle. Depuis le 11 juin 1901, son nom complet est diocèse de Soissons, Laon et Saint-Quentin.
Depuis le 30 octobre 2015, l'évêque du diocèse est Renauld de Dinechin. 

## Géographie

### Localisation

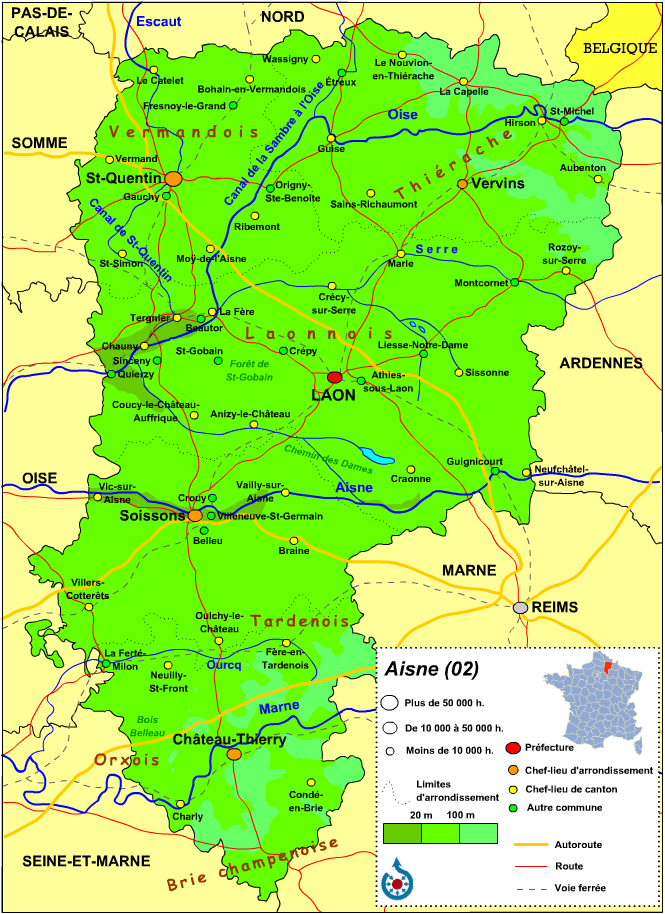
Carte du département de l'Aisne.

Créé au IIIe siècle, le diocèse de Soissons a été défini dans sa forme actuelle le 10 avril 1802 selon des limites qui sont approximativement celles du département français de l'Aisne.
Le territoire s'étale sur le Laonnois et le Soissonnais au centre et au nord, de la Thiérache au nord-est, du Brie au sud, du Tardenois au sud-est, de l'Orxois au sud-ouest ainsi qu'une partie du Valois et du Vermandois au nord-ouest. Plusieurs cours d'eau traversent ses terres, la Oise, la Serre au nord, l'Aisne au centre, la Marne et l'Ourcq au sud.
Le diocèse est implanté à l'est de la province ecclésiastique de Reims, correspondant à l'ancienne région Picardie, il est entouré par les diocèses de Beauvais, Noyon et Senlis, Amiens à l'ouest, Cambrai au nord, Meaux au sud-ouest, Châlons-en-Champagne au sud-est et l'archidiocèse de Reims à l'est. Il est divisé en six zones et quarante-et-une paroisses sur les huit cents communes que compte le département.

### Population catholique du diocèse
| 1948    | 1980    | 1990    | 1999    | 2000    | 2001    | 2002    |
| ------- | ------- | ------- | ------- | ------- | ------- | ------- |
| 423 000 | 453 000 | 479 000 | 450 000 | 430 000 | 425 000 | 410 000 |

| 2003    | 2004    | 2010    | 2014    | 2017    | 2020    | - |
| ------- | ------- | ------- | ------- | ------- | ------- | - |
| 405 000 | 390 000 | 397 187 | 404 400 | 388 800 | 384 500 | - |

## Histoire

Carte des diocèses de l'Aisne avant 1789

### Avant la révolution française
Si on reprend les limites du département de l'Aisne, celui-ci serait sur 3 diocèses. Le premier diocèse est Soissons au sud, le second diocèse est Laon au nord, et le troisième diocèse est celui de Noyon au Nord-Ouest qui comprenait le Vermandois. 

#### Diocèse de Soissons
L'évêché de Soissons est fondé suivant une tradition consignée par la Société des Bollandistes par les saints Sixte et Sinice. Ils ont fait eux-mêmes l'invention des corps des premiers martyrs soissonnais en 314 : les saints Crépin et Crépinien. L'endroit où se situe l'évêché a joué un grand rôle dans l'histoire de la France mérovingienne. Un royaume de Soissons fut créé au VIe siècle à la suite de la mort de Clovis mais il fut réuni au royaume réunifié de Clotaire Ier. Le diocèse de Soissons recouvrait le sud du département de l'Aisne sauf quelques paroisses appartenant soit au diocèse de Meaux soit à l'archidiocèse de Reims. Elle comprenait aussi une partie dans le département de l'Oise avec la région de Compiègne. Le diocèse de Soissons fut le lieu de plusieurs concile de Soissons. Ainsi, Pépin le Bref réunit un synode de vingt-trois évêques de Neustrie. Il décide d'adopter les 10 canons précédemment adoptés par un synode en Austrasie. En 851, un concile se réunit à Soissons pour déposer Pépin II d'Aquitaine. En cas de vacance du siège de l'archevêque de Reims, l'évêque de Soissons reprend les charges de l'archevêque de Reims à la cérémonie du sacre des rois de France en tant que premier suffragant du siège métropolitain de l'archidiocèse de Reims.

#### Diocèse de Laon

Armoiries des évêques de Laon.

L'évêché de Laon a été fondé au IVe siècle. C'est l'un des diocèses les plus prestigieux jusqu'à la Révolution française. Il englobe le nord du département sauf le Vermandois qui appartient au diocèse de Noyon. Avant sa fondation, le diocèse de Laon a été évangélisé par saint Bienheuré envoyé en tant que missionnaire à une date inconnue. Le diocèse a été créé à partir d'une partie de l'archidiocèse de Reims en 487 par saint Rémi qui confie le diocèse à l'un de ces neveux, saint Génebaud. L'évêque de Laon est un pair de France en l'an 1300 et il est à la tête d'un duché-pairie. Lors des sacres des rois de France, il a une fonction importante car c'est lui qui porte la Sainte Ampoule.

#### Diocèse de Noyon

Armoiries des évêques de Noyon

Il recouvrait le Vermandois dans le département de l'Aisne. Le diocèse de Noyon était auparavant l’ancien évêché du Vermandois dont le siège était à Vermand. Or au VIe siècle, le siège est déplacé à Noyon par saint Médard et le restera jusqu’à la Révolution, en 1790.

### La Révolution française
La Révolution française vient changer radicalement les choses. D'abord, l'Assemblée constituante décide de réorganiser la carte administrative complexe de l'Ancien Régime. Les départements sont créés le 22 décembre 1789 dont le nombre et les limites sont fixés au 26 février 1790. Le département de l'Aisne est ainsi en fonction le 4 mars 1790 dont le siège est fixé quelques mois après à Laon par une assemblée réunie à Chauny. Cette réorganisation administrative entraîne aussi une réorganisation de la carte religieuse avec la constitution civile du clergé qui est adoptée le 12 juillet 1790. Ainsi, le diocèse de l'Aisne est créé et celui-ci remplace les 3 évêchés présents auparavant. Son siège est fixé à Soissons. Claude Marolles est élu évêque de l'Aisne à la suite de cette constitution mais il sera le seul évêque du département jusqu'au Concordat de 1801. La volonté de déchristianisation empêche la nomination d'un nouvel évêque de l'Aisne. 

### Après la Révolution française

#### Le concordat de 1801
Le concordat de 1801 met fin à l’instabilité religieuse. Le concordat restaure les anciens diocèses d’avant la révolution mais ceux-ci sont limités au nombre de 83. Le diocèse de Soissons est recréé tandis que celui de Laon est supprimé définitivement. Le nouveau diocèse de Soissons est délimité définitivement le 10 avril 1802 en reprenant les limites du département de l’Aisne uniquement.

#### Après le concordat de 1801
Le prestige religieux de l'ancien évêché de Laon entraîne une demande de l'évêque de Soissons qui veut ajouter le titre d'évêque de Laon à celui d'évêque de Soissons. Le pape Léon XIII accepte et promulgue une bulle pontificale où l'évêque de Soissons devient évêque de Soissons et Laon, ainsi que le nom de l'évêché. Une autre demande des évêques de Soissons qui veulent aussi recevoir le titre d'évêque de Saint-Quentin en souvenir de l'évêché du Vermandois est acceptée le 11 juin 1901. Ainsi, l'évêché change de nom pour celui d'évêché de Soissons, Laon et Saint-Quentin qui est le nom actuel du diocèse. L'évêque porte lui aussi ce nouveau titre. En 1999, face à la baisse du nombre de prêtres dans le diocèse, il est décidé de regrouper les 816 paroisses pour créer 43 paroisses.
Par décret épiscopal du 1er janvier 2021, le nombre de paroisses est réduit à 41 paroisses avec la création des paroisses Saint François en Vermandois et Notre-Dame des Rives de l'Ourcq qui se substituent aux paroisses Saint Martin en Vermandois et Notre-Dame des Sources pour la première et Notre-Dame de l'Ourcq et Saint Jean Eudes pour la seconde. Avec les créations de communes nouvelles entre 2014 et 2021 dans le département de l'Aisne, les limites paroissiales sont également réorganisées. L'ancienne commune de Gernicourt, ayant quitté le département de l'Aisne, pour intégrer la commune nouvelle de Cormicy dans la Marne en 2017, est rattachée de facto à l'archidiocèse de Reims.

## Saints du diocèse
Six saints ou bienheureux sont natifs du territoire actuellement délimité dans le diocèse :
- Sainte Céline (Ve siècle), mère de saint Rémi.
- Saints Crépin et Crépinien (IIIe siècle), deux martyrs qui furent exécutés à Soissons au IIIe siècle et ils sont frères.
- Saint Félix de Valois (1127-1212), fondateur avec saint Jean de Matha de l’ordre de la Très Sainte Trinité pour la rédemption des captifs.
- Saint Médard (456-545), évêque de Vermand (ses reliques se trouvent à l'abbaye Saint-Médard de Soissons).
- Saint Momble (VIIe siècle), apôtre de Chauny.
- Saint Quentin (IIIe siècle), martyr et décapité à Augusta Viromanduorum dont le nom est aujourd'hui Saint-Quentin.

## Les évêques de Soissons
Depuis le 30 octobre 2015, Renaud de Dinechin est l'évêque du diocèse.

## Subdivisions

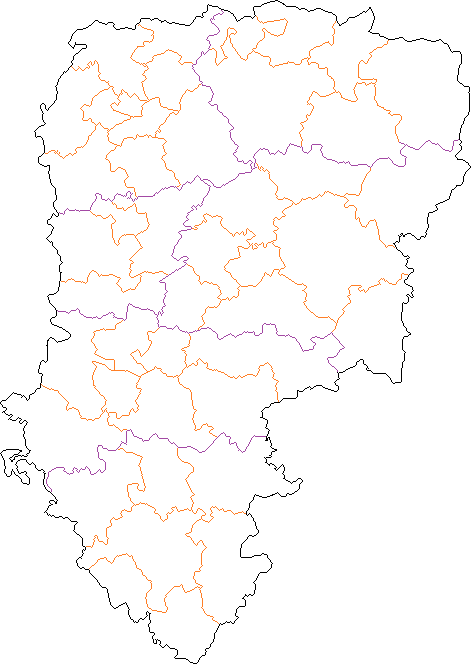
Carte des zones et des paroisses du diocèse entre 1997 et 2020.

Le diocèse de Soissons, Laon et Saint-Quentin est subdivisé en six zones et quarante trois paroisses. Ces six zones sont:
- La zone de Thiérache qui correspond à l'arrondissement de Vervins
- La zone de Saint-Quentin qui correspond à l'arrondissement de Saint-Quentin
- La zone de Laon qui regroupe la partie est de l'arrondissement de Laon
- La zone de Chauny qui regroupe la partie ouest de l'arrondissement de Laon
- La zone de Soissons qui correspond à l'arrondissement de Soissons
- La zone de Château-Thierry qui correspond à l'arrondissement de Château-Thierry

### Zone de Thiérache
La zone de Thiérache regroupe les paroisses :
- Paroisse Sainte-Thérèse en Thiérache
- Paroisse Notre Dame des Près
- Paroisse du Vénérable Léon Jean Dehon
- Paroisse Notre Dame de Thiérache
- Paroisse du Pays de Guise - Notre Dame de la Salette
- Paroisse Sainte-Anne en Thiérache

### Zone de Saint-Quentin
La zone de Saint-Quentin regroupe les paroisses suivantes : 
- Paroisse Saint-Martin l'Escaut
- Paroisse Saint François en Vermandois
- Paroisse Saint-Quentin Notre Dame
- Paroisse Saint-Quentin en Vermandois
- Paroisse Saint-Quentin Vallée d'Isle
- Paroisse Saint-Médard en Vermandois
- Paroisse Saint-Pierre Saint-Paul du Val d'Oise
- Paroisse Saint-Quentin des Rives de l'Oise
- Paroisse de l'Espérance

### Zone de Chauny
La zone de Chauny regroupe les paroisses :
- Paroisse Notre Dame de Thérigny
- Paroisse Notre Dame de Serre-et-Oise
- Paroisse Saint-Momble en Chaunois
- Paroisse Notre Dame des Pays de l'Ailette

### Zone de Laon
La zone de Laon regroupe les paroisses :
- Paroisse Saint Aubin
- Paroisse Notre Dame du Marlois
- Paroisse Sainte Thérèse des Collines
- Paroisse Sainte-Céline de la Montagne Couronnée
- Paroisse Saint Paul en Laonnois
- Paroisse Saint Rémi de l'Ailette
- Paroisse Notre Dame de l'Espérance
- Paroisse Notre Dame de Liesse
- Paroisse Saint Pierre Saint Paul des Trois Rivières

### Zone de Soissons
La zone de Soissons regroupe les paroisses : 
- Paroisse Saint-Médard en Soissonnais
- Paroisse Notre-Dame des Rives de l’Aisne
- Paroisse Notre-Dame de la Vesle
- Paroisse Sainte-Clotilde
- Paroisse Saint-Paul en Soissonnais
- Paroisse Saint-Sixte
- Paroisse Saint-Pierre Saint-Paul de la Vallée de l'Aisne
- Paroisse Saint-Nicolas du Pays de Retz

### Zone de Château-Thierry
La zone de Château-Thierry regroupe les paroisses:
- Paroisse Saint Félix de Valois
- Paroisse Notre-Dame des Rives de l'Ourcq
- Paroisse Notre Dame des Trois Vallées
- Paroisse Saint Crépin les Vignes
- Paroisse Vals et Côteaux Saint-Martin

## Organisation
Le diocèse de Soissons, Laon et Saint-Quentin dépend de la province ecclésiastique de Reims et de l'Archidiocèse de Reims. 

### Personnel
Autour de l'évêque s'organisent divers conseils. On retrouve les conseils de l'évêque dont le conseil épiscopal, le conseil économique et le conseil presbytéral font partie de cette catégories. On a aussi des commissions diocésaines et l'association diocésaine. Le diocèse compte cent-dix prêtres, soixante-et-onze prêtres en "activité", trente-neuf prêtres retraités, quatre prêtres séminaristes, et vingt diacres permanents. S'ajoutent trente-six personnes laïques au service de l'Église. En 2011, étaient répartis sur le diocèse soixante-et-onze prêtres, vingt diacres permanents sur quarante-trois paroisses.

### Communautés
Diverses communautés religieuses et sacerdotales sont présentes dans le diocèse:
- Pères du Sacré-Coeur de Jésus[8]
- Ordre Trinitaire[9]
- Clarisses[10]
- Communauté Saint-Martin[11]
- Congrégation des Sœurs de l’Enfant-Jésus de Soissons[12]
- Filles de Jésus de Kermaria[13]
- Franciscaines Missionnaires de Notre-Dame[14]
- Petites sœurs de Saint-François d’Assise[15]
- Sœurs de la Providence de la Pommeraye[16]
- Sœurs du Christ « Mysterium Christi »[17]
- Sœurs trinitaires de Valence[18]

### Finances du diocèse
En 2011, les frais de fonctionnement du diocèse ont engendré des dépenses[Combien ?], principalement consacrées aux services pastoraux et subventions, salaires et cotisations sociales, aux amortissements et à l'achat et aux charges externes.

### Enseignement
La direction diocésaine de l'enseignement catholique de l'Aisne est implantée à Soissons. Le réseau gère des établissements scolaires répartis sur le territoire :
- les écoles primaires Sainte-Marie de Braine, Cours Lacordaire de Charmes, Sainte-Marie-Madeleine de Château-Thierry, Saint-Charles de Chauny, Sainte-Famille de Fère-en-Tardenois, Jeanne d'Arc de Guise, Enfant-Jésus d'Hirson, Sacré-Cœur de La Capelle, La Providence de Laon, Notre-Dame-de-Liesse de Liesse-Notre-Dame, Sainte-Jeanne-d'Arc de Neuilly-Saint-Front, Sacré-Cœur de Ribemont, Jeanne d'Arc de Rozoy-sur-Serre, Notre-Dame ainsi que l'école Saint-Jean-de-la-Croix de Saint-Quentin, Enfant-Jésus de Soissons, Immaculée-Conception de Tergnier et Notre-Dame de Vervins
- les collèges Cours Lacordaire de Charmes, Saint-Joseph de Château-Thierry, Saint-Charles de Chauny, Jeanne d'Arc de Guise, Enfant-Jésus d'Hirson, Sacré-Cœur de La Capelle, La Providence de Laon, Notre-Dame-de-Liesse de Liesse-Notre-Dame, Saint-Jean-de-la-Croix de Saint-Quentin, Saint-Paul de Soissons, Père-Joseph-Wresinski de Tergnier et Saint-Joseph de Fontaine-lès-Vervins
- les lycées Saint-Joseph de Château-Thierry, Saint-Charles de Chauny, La Providence de Laon, Saint-Jean-de-la-Croix de Saint-Quentin, Saint-Rémy de Soissons et Saint-Joseph de Fontaine-lès-Vervins
- les lycées professionnels ou techniques Sainte-Sophie de Bohain-en-Vermandois, Saint-Joseph de Château-Thierry, Saint-Charles de Chauny, La Providence de Laon, Saint-Jean-de-la-Croix de Saint-Quentin, Saint-Rémy de Soissons, Saint-Vincent-de-Paul de Soissons et Saint-Joseph de Fontaine-lès-Vervins
- les lycées techniques agricoles Robert-Schuman de Chauny et Val-de-Serre de Pouilly-sur-Serre[20]

Les établissements sont régulièrement classés parmi les meilleurs du département comme le lycée de La Providence de Laon, 1er départemental, le lycée Saint-Jean-de-la-Croix de Saint-Quentin, 2e départemental, le lycée Saint-Joseph de Fontaine-lès-Vervins, 3e départemental, le lycée Saint-Joseph de Château-Thierry, 6e départemental et le lycée Saint-Rémy de Soissons, 7e départemental.

### Médias
Les annonces officielles du diocèse sont publiées sur son site Internet. De plus Radio Notre-Dame est diffusée dans l'Aisne avec une fréquence à Laon.

### Logo

Logo actuel